# Vértes László-barlang
A Vértes László-barlang Magyarország megkülönböztetetten védett barlangjai között van. A Duna–Ipoly Nemzeti Parkban lévő Gerecsei Tájvédelmi Körzet területén található. Neve őrzi Vértes László emlékét. Felfedezésekor a Gerecse legmélyebb és leghosszabb barlangjának hitték, mert a mélyebb és hosszabb Lengyel-barlang adatai bizonytalanok voltak.

## Leírás
Vértesszőlős külterületén, a Farkas-völgy felső szakaszán nyílik. Közvetlenül a piros sáv turistajelzéssel jelzett forgalmas turistaút mellett van mesterséges jellegű és függőleges tengelyirányú bejárata. Lezárt és kiépített bejárata négyszög alakú. Turistatérképeken Vértes László-barlang név feltüntetésével és barlangjellel jelölve van helye. A Vértes László-barlang és a Szőlősi Arany-lyuk között helyezkedik el a Szende-barlang.
A Vértes László-barlang egy törésvonal mentén szakaszosan kifejlődött inaktív víznyelőbarlang. Dachsteini mészkőben jött létre, de dolomittal is érintkezik. A felső és a középső szakaszán eróziós jelenségek, az alsó szakaszán eróziós és korróziós jelenségek láthatók.
A mesterséges aknán keresztül érhető el a dolomitos dachsteini mészkőben kialakult első része. A dolomitrétegek következtében nagyon törmelékes. 39–40 m mélyen kezdődik középső része, ahol nagy méretű termek jöttek létre. A Nagy-terem például 18 m magas, 8 m hosszú és 4–4,5 m széles. Ebben a részben voltak a legszebb cseppkőképződmények, amelyek között 25–30 cm hosszú szalmacseppkövek is előfordultak.
A középső rész végén volt a barlang különlegességének számító Teknősbéka nevű képződmény, ahova a Cseppköves-kürtőn keresztül lehet lejutni. Ez a képződmény egy lebegő cseppkőkéreg volt. Az utolsó részén, a Szifon-teremben egy szifon keletkezett, amelyben néha 1,5 m mély víz is összegyűlik. Bejárásához a Duna–Ipoly Nemzeti Park Igazgatóság engedélye kell. Barlangjáró alapfelszereléssel járható.
Hőmérséklete nagyon ingadozik. 1976-ban és 1977-ben végpontján 5,5 °C és 9,6 °C között váltakozott. Levegőjét a hideg levegő betörései és a hóolvadékvizek nagy mértékben lehűtik és csak hónapok múlva lesz megint 9 °C átlagos hőmérsékletű. A Gerecse Barlangkutató és Természetvédő Egyesület végzett a Vértes László-barlangban denevér-megfigyeléseket, amelynek során 7 denevérfaj; kis patkósdenevér, nagy patkósdenevér, vízi denevér, horgasszőrű denevér, közönséges denevér, barna hosszúfülű-denevér és nyugati piszedenevér jelenlétét állapították meg a csoporttagok. A járatrendszer az észlelési adatok és a néha fellelhető friss ürülék alapján közepes-magas fajszámú, de kis egyedszámú állandó téli és kis faj- és egyedszámú alkalmi nyári denevérszálláshely, egyben helyi viszonylatban fajgazdag és nagyon magas egyedszámú denevérpárzóhely.
Nevét Vértes László nevéről kapta. 1970-ben volt először Vértes László-barlangnak nevezve a barlang az irodalmában, Jáki Rezső publikációiban. Előfordul a barlang az irodalmában 11.sz. viznyelő (Juhász 1978), 11. sz. víznyelő (Székely 1994), gerecsei 11-es víznyelő (Bertalan 1976), Gerecsei 11.sz. víznyelő (Székely 1994) és Vértes László Cave (Kordos 1977) neveken is.

## Kutatástörténet
A Tatabányai Bányász Barlangkutató Csoport 1969 májusában kezdte el kutatni a terület legjelentősebb víznyelőjét, a 11. sz. víznyelőt, de ekkor nem sikerült a csoport tagjainak elérnie a barlang járatait. Két barlangkutató a csoportból, 1970. május 16-án, esős időjárásban, a völgyben lefolyó nagy mennyiségű vizet a víznyelőbe terelte. Az elnyelődő sok víz megmutatta a vízvezető járat folytatását. 1970. május 31-én sikerült bontással bejutni első rövid részébe. A tatabányai barlangkutató csoport tagjai, 1970. június 27-én, a víznyelő járhatóbbá tételével tárták fel kb. 60 m mélységig a barlangot.
A barlang első bejárói Sashegyi László, Mayer Vendel, Szőke Gábor és társaik. Az üregrendszer végpontján megakadályozta a továbbjutást egy agyagdugó. Ebben az évben fel lett mérve a barlang, majd a felmérés adatainak felhasználásával meg lett szerkesztve a barlang hosszmetszet térképvázlata. A barlang a felmérés szerint 98,7 m hosszú és 71,8 m mély. A csoport tagjai 1970-ben, morfológiai, geológiai, valamint hidrológiai megfigyeléseket végeztek a barlangban. A Gyémánt Gyula által írt, 1971-ben megjelent tanulmányban a Vértes László-barlang 81,5 m mélységű barlangként szerepel. A Magyar Karszt- és Barlangkutató Társulat által 1973-ban tartott Barlangnapon az egyik túracélpont volt a barlang.
Az 1976-ban befejezett, Bertalan Károly által írt Magyarország barlangleltára kéziratban az olvasható, hogy a Gerecse hegységben lévő, tatabányai Vértes László-barlang a gerecsei 11-es víznyelő. Az Újvárosi szanatóriumtól kb. 1,5 km-re ÉK-re, a Vaskapuban van bejárata. A 380 m tengerszint feletti magasságban nyíló barlang 98,7 m hosszú és 81,5 m mély. ÉNy–DK irányú törésvonal mentén keletkezett víznyelőbarlang. A kézirat barlangra vonatkozó része 2 publikáció alapján lett írva. A Kőbányai Barlangkutató és Hegymászó Szakosztály 1976-ban és 1977-ben, rendszeresen hőmérsékletméréseket folytatott benne.
Juhász Márton 1977-ben azt írta, hogy a Vértes László-barlang 55,6 m mély. Az 1977. évi Karszt és Barlang angol nyelvű különszámában megjelent, The longest and deepest caves of Hungary (December 31, 1975) című közleményből megtudható, hogy a Gerecse hegységben fekvő, 82 m mély Vértes László Cave 1975. december 31-én Magyarország 23. legmélyebb barlangja. Az 1977. december 31-i állapot szerint (MKBT Meghívó 1978. május) a Gerecse hegységben lévő és 55,6 m mély Vértes László-barlang az ország 41. legmélyebb barlangja. Az 1977. évi Karszt és Barlangban megjelent összeállítás alapján, 1977. december 31-én Magyarország 43. legmélyebb barlangja a Gerecse hegységben elhelyezkedő, 1977. december 31-én 55,6 m mély, 1976-ban 81,6 m mély, 1975-ben pedig 82 m mély Vértes László-barlang. Ez az összeállítás naprakészebb az 1978. májusi MKBT Meghívóban publikált listánál. Az összeállításban meg van említve, hogy Lendvay Ákos az adatlapon 1977-ben közölte, hogy az irodalomban szereplő 70 m körüli mélységadat téves, mert ellenőrző mérésekkel megállapították, hogy mélysége 52–53 m között van.
A Vértes László Karszt- és Barlangkutató Csoport 1978 őszén kiépítette, lezárta a barlang gyakran beomló, eltömődő bejáratát, és összeállította a barlang térkép-dokumentációját. A dokumentáció a barlang alaprajz térképét, beforgatott hossz-szelvény térképét és keresztszelvény térképeit tartalmazza. A csoport 1978. évi jelentésében az olvasható, hogy a csoport az addigi eredmények miatt átértékelte a csoport által 1969-ben készült helyszínrajzot, ezért a 11.sz. viznyelő a Vértes László-barlang. A jelentéshez mellékelve lett egy 1:10.000 méretarányú helyszínrajz, amelyen a Halyagos-hegy barlangjainak és víznyelőinek elhelyezkedése látható. A helyszínrajzon jelölve van a Vértes László-barlang helye.
A Kőbányai Barlangkutató és Hegymászó Szakosztály 1979. évi jelentésében az van írva, hogy a Szőlősi Arany-lyukból, a Hófehérke-barlangból és a Névtelen-nyelőkből álló rendszer kutatásával (amelyeknek összefüggése a szakosztály által 1976-ban ki lett mutatva) a Gerecse legnagyobb barlangjainak feltárulását várja a szakosztály. A rendszer valószínűleg a Vértes László-barlang felett egyesül és járatainak mérete feltételezhetően akkora vagy szerencsés esetben nagyobb lesz, mint a magas termei miatt sokszor említett Vértes László-barlang mérete. Az sem elképzelhetetlen, hogy az egyesült barlangágak a Vértes László-barlang végpontja, a Szifon-terem alá vezetnek. Ebben az esetben a Gerecse legnagyobb és legmélyebb barlangja lenne. 1980-ban, az addigi sikertelen próbálkozások után sikerült felfedezni egy új kis termet, amely a barlang mélypontján fekszik és agyagszifonnal záródik. Juhász Márton 1980-ban gyűjtött a barlang kitöltéséből egy lófogat.

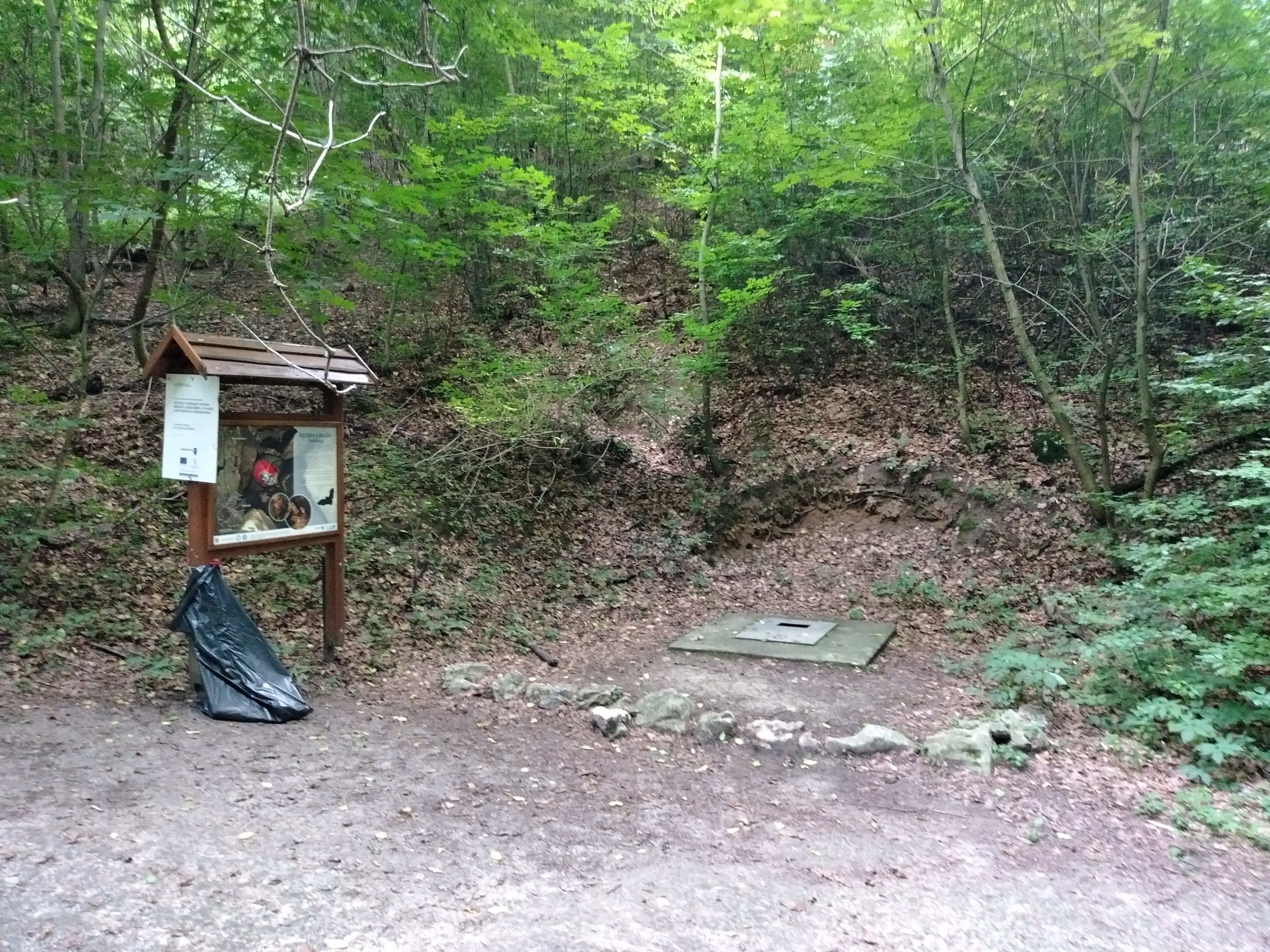
A Vértes László-barlang bejárata

Az 1981. évi Karszt és Barlang 1–2. félévi számában nyilvánosságra lett hozva, hogy a Vértes László-barlangnak 4630/27. a barlangkataszteri száma. Az 1982. évi MKBT Beszámolóban publikálva lett az 1978. évi csoportjelentéshez mellékelt helyszínrajz. Az 1984-ben megjelent, Magyarország barlangjai című könyvben részletesen le van írva, amely szerint hossza 123 m és mélysége 55,6 m. Az országos barlanglistában benne van a Gerecse hegység barlangjai között a barlang Vértes László-barlang néven gerecsei 11-es víznyelő névváltozattal és 4630/27 barlangkataszteri számmal. A listához kapcsolódóan látható a Dunazug-hegység barlangjainak földrajzi elhelyezkedését bemutató 1:500 000-es méretarányú térképen a barlang földrajzi elhelyezkedése. Az 1986. évi Karszt és Barlangban megjelent bibliográfia regionális bibliográfia részében szerepel a barlang Vértes László-barlang néven. Az összeállítás szerint a Karszt és Barlangban publikált írások közül 1 foglalkozik a barlanggal.
Az 1987. december 31-i állapot alapján Magyarország 48. legnagyobb függőleges kiterjedésű barlangja a 4630/24 barlangkataszteri számú, 61,8 m függőleges kiterjedésű Vértes László-barlang. Az összeállítás szerint az 1977. évi Karszt és Barlangban közölt mélységi listában a barlang 55,6 m mély. 1989-ben a Külker SC Természetjáró Szakosztály Barlangkutató Csoportja helyreállította a barlang feltört lezárását. Az üregrendszerben denevér-megfigyeléseket és hőmérsékletméréseket végzett, valamint a barlang végpontját elkezdte bontani. 1989 nyarán a barlang Travi-terem nevű részébe egy 8 m hosszú létrát épített be a Gerecse Barlangkutató Egyesület. A Karszt és Barlang 1989. évi különszámában publikált, angol nyelvű tanulmányhoz (The caves of Hungary) kapcsolódva megjelent egy olyan lista, amelyben Magyarország legmélyebb barlangjai vannak felsorolva. A felsorolás szerint a Gerecse hegységben fekvő, 62 m mély Vértes László-barlang (Vértes László Cave) 1988-ban Magyarország 48. legmélyebb barlangja. (A barlang 1977-ben 56 m mély volt.)
Az 1990. évi MKBT Műsorfüzetben megjelent, Juhász Márton által írt hírben meg van említve, hogy az Észak-dunántúli Környezetvédelmi és Vízügyi Igazgatóság megbízása alapján, a Gerecse Barlangkutató Egyesület és a KÜLKER SC Barlangkutató Csoport látják el a Gerecse hegységben fekvő, lezárt Vértes László-barlang gondozását. Túralehetőséget, igény, illetve szükség esetén túravezetést előzetes egyeztetés alapján biztosít a Gerecse Barlangkutató Egyesület. Az 1994. évi Limesben közölt, Székely Kinga által írt tanulmányban az olvasható, hogy a 4630/27 barlangkataszteri számú Vértes László-barlang további nevei Gerecsei 11.sz. víznyelő és 11. sz. víznyelő. Bertalan Károly barlangleltárában a 79-es számú cédulán szerepel az üreg. A Barlangtani Intézetben a barlangnak nincs kataszteri törzslapja, de térképe, fényképe, kutatási törzslapja és irodalmi törzslapja van.
Az 1994. évi Limesben publikált, Kordos László által írt dolgozatban meg van említve, hogy 1980-ban Juhász Márton a barlangból Equus caballus csontot gyűjtött. 1998. május 14-től a környezetvédelmi és területfejlesztési miniszter 13/1998. (V. 6.) KTM rendelete szerint a Duna–Ipoly Nemzeti Park Igazgatóság illetékességi területén, a Gerecse hegységben található Vértes László-barlang az igazgatóság engedélyével látogatható. 2001-től 2014-ig a Gerecse Barlangkutató és Természetvédő Egyesület denevér megfigyeléseket végzett a barlangban.
A 2003-ban kiadott, Magyarország fokozottan védett barlangjai című könyvben található, Egri Csaba és Nyerges Attila által készített mélységi lista szerint a Gerecse hegységben lévő és 4630-27 barlangkataszteri számú Vértes László-barlang Magyarország 57. legmélyebb barlangja 2002-ben. A 2002-ben 62 m mély barlang 1977-ben és 1987-ben is 56 m mély volt. 2005. szeptember 1-től a környezetvédelmi és vízügyi miniszter 22/2005. (VIII. 31.) KvVM rendelete szerint a Duna–Ipoly Nemzeti Park Igazgatóság működési területén, a Gerecse hegységben található Vértes László-barlang a felügyelőség engedélyével látogatható. A Duna–Ipoly Nemzeti Park Igazgatóság működési területén, a Gerecse hegységben elhelyezkedő és 4630/27 kataszteri számú Vértes László-barlang, 2006. február 28-tól, a környezetvédelmi és vízügyi miniszter 8/2006. KvVM utasítása szerint, megkülönböztetett védelmet igénylő barlang. A Gerecse Barlangkutató és Természetvédő Egyesület 2007. évi jelentése szerint a barlang 124 m hosszú és 62 m mély.
A Juhász Márton által írt, 2007-ben publikált tanulmányban részletesen le van írva a barlang. A publikáció szerint a Vértesszőlősön lévő Vértes László-barlang közhiteles barlangnyilvántartási száma 4630-27, UTM-kódja CT07C2. Az időszakosan aktív víznyelőbarlang 123 m hosszú és 61,8 m mély. A barlangban a Gerecse Barlangkutató és Természetvédő Egyesület 1986 és 2006 között 48 téli, 29 tavaszi, 34 nyári és 34 őszi (összesen 145) denevér-megfigyelést végzett, amelyek közül 44 téli, 16 tavaszi, 3 nyári és 21 őszi (összesen 84) volt eredményes.
| \| Dátum \| Rhin. hip. \| Rhin. fer. \| Myo. dau. \| Myo. nat. \| Myo. myo. \| Ple. aur. \| Bar. bar. \| Indet sp. \| \| -------------------- \| ---------- \| ---------- \| --------- \| --------- \| --------- \| --------- \| --------- \| --------- \| \| 1986. január 11. \| 4 \| – \| – \| – \| – \| – \| – \| 3 \| \| 1988. január 22. \| 2 \| – \| – \| 1 \| 6 \| – \| – \| – \| \| 1988. február 27. \| – \| – \| – \| – \| 3 \| – \| – \| – \| \| 1988. október 15. \| – \| – \| – \| – \| – \| – \| – \| 1 \| \| 1988. december 4. \| – \| 1 \| – \| – \| – \| – \| – \| 2 \| \| 1989. február 12. \| 3 \| – \| – \| – \| – \| – \| – \| 2 \| \| 1989. március 10. \| 3 \| – \| – \| – \| – \| – \| – \| – \| \| 1989. március 31. \| 1 \| – \| – \| – \| – \| – \| – \| – \| \| 1990. január 14. \| 2 \| – \| – \| – \| 1 \| – \| – \| – \| \| 1990. március 3. \| 2 \| – \| – \| – \| 7 \| – \| – \| – \| \| 1990. június 12. \| – \| – \| – \| – \| – \| – \| – \| 1 \| \| 1991. január 13. \| 2 \| – \| – \| – \| 1 \| – \| – \| 2 \| \| 1992. január 5. \| 2 \| – \| – \| – \| 1 \| – \| – \| 3 \| \| 1992. március 29. \| 1 \| – \| – \| – \| – \| – \| – \| – \| \| 1993. január 24. \| 3 \| 2 \| – \| – \| – \| – \| – \| 1 \| \| 1994. február 27. \| – \| – \| – \| – \| – \| – \| – \| 3 \| \| 1995. január 15. \| 1 \| – \| – \| – \| – \| – \| – \| – \| \| 1996. február 17. \| 2 \| – \| – \| – \| 3 \| – \| – \| 1 \| \| 1997. január 25. \| – \| – \| – \| 1 \| 4 \| – \| – \| 1 \| \| 1997. október 4. \| – \| – \| – \| – \| – \| – \| – \| 1 \| \| 1997. november 1. \| – \| – \| – \| – \| 1 \| – \| – \| – \| \| 1997. december 6. \| 2 \| – \| – \| – \| 4 \| – \| – \| – \| \| 1998. január 18. \| – \| – \| – \| 2 \| 2 \| – \| – \| – \| \| 1998. január 25. \| – \| – \| – \| 3 \| 5 \| – \| – \| – \| \| 1998. november 7. \| 2 \| – \| – \| – \| 2 \| – \| – \| – \| \| 1998. december 5. \| – \| – \| – \| 2 \| 4 \| – \| 1 \| – \| \| 1998. december 20. \| – \| – \| – \| – \| 3 \| – \| – \| – \| \| 1998. december 31. \| – \| – \| – \| – \| 6 \| – \| – \| – \| \| 1999. január 17. \| 4 \| – \| – \| – \| 4 \| – \| – \| – \| \| 1999. január 23. \| 1 \| – \| – \| – \| 5 \| – \| – \| – \| \| 1999. november 14. \| – \| – \| – \| – \| 3 \| – \| – \| – \| \| 1999. december 29. \| 3 \| – \| – \| 3 \| 2 \| – \| – \| – \| \| 2000. február 6. \| 1 \| – \| – \| 4 \| 1 \| – \| – \| – \| \| 2000. február 26. \| 1 \| – \| – \| 5 \| 2 \| – \| – \| – \| \| 2000. március 25. \| – \| – \| – \| – \| 1 \| – \| – \| – \| \| 2000. szeptember 24. \| – \| – \| – \| – \| 3 \| – \| – \| – \| \| 2000. október 28. \| – \| – \| – \| – \| – \| – \| – \| 1 \| \| 2000. november 25. \| – \| – \| – \| – \| – \| – \| – \| 2 \| \| 2000. december 29. \| – \| – \| – \| – \| 2 \| – \| – \| – \| \| 2001. január 14. \| 1 \| – \| 1 \| – \| 3 \| – \| – \| – \| \| 2001. január 28. \| – \| – \| – \| – \| 1 \| – \| – \| – \| \| 2001. február 10. \| 1 \| – \| 1 \| – \| 3 \| – \| – \| – \| \| 2001. február 27. \| 6 \| – \| 1 \| – \| 4 \| – \| – \| – \| \| 2001. március 11. \| 2 \| – \| – \| – \| 2 \| – \| – \| – \| \| 2001. március 24. \| – \| – \| – \| – \| 1 \| – \| – \| – \| \| 2001. április 8. \| 1 \| – \| – \| – \| – \| – \| – \| – \| \| 2001. május 26. \| – \| – \| – \| – \| 1 \| – \| – \| – \| \| 2001. augusztus 26. \| – \| – \| 1 \| – \| – \| – \| – \| 1 \| \| 2001. szeptember 8. \| – \| – \| – \| – \| – \| – \| – \| 1 \| \| 2001. október 28. \| 1 \| – \| – \| – \| – \| – \| – \| 1 \| \| 2001. november 28. \| – \| – \| 1 \| – \| – \| – \| – \| – \| \| 2001. december 30. \| 1 \| – \| – \| – \| 2 \| – \| – \| – \| \| 2002. január 27. \| 2 \| – \| – \| – \| – \| – \| – \| – \| \| 2002. február 26. \| 3 \| – \| – \| 1 \| 1 \| – \| – \| – \| \| 2002. március 26. \| 1 \| – \| – \| 2 \| 2 \| – \| – \| – \| \| 2002. szeptember 27. \| 1 \| – \| – \| – \| 1 \| – \| – \| – \| \| 2002. október 27. \| 1 \| – \| – \| 2 \| – \| – \| – \| – \| \| 2002. november 24. \| 1 \| – \| – \| – \| – \| – \| – \| – \| \| 2002. december 27. \| 2 \| – \| – \| 3 \| 2 \| – \| – \| – \| \| 2003. január 25. \| 1 \| – \| – \| – \| 2 \| – \| – \| – \| \| 2003. február 25. \| 2 \| – \| – \| 1 \| 2 \| – \| – \| – \| \| 2003. március 25. \| 2 \| – \| – \| – \| 2 \| – \| – \| – \| \| 2003. október 25. \| 2 \| – \| – \| – \| – \| – \| – \| – \| \| 2003. november 28. \| 3 \| – \| – \| – \| 1 \| – \| – \| – \| \| 2003. december 28. \| 2 \| – \| – \| 3 \| 4 \| – \| – \| – \| \| 2004. január 27. \| 2 \| – \| – \| 1 \| 1 \| – \| – \| – \| \| 2004. február 28. \| 2 \| – \| – \| 3 \| 6 \| – \| – \| – \| \| 2004. március 28. \| – \| – \| – \| 1 \| 3 \| – \| – \| – \| \| 2004. április 26. \| – \| – \| – \| 1 \| – \| – \| – \| – \| \| 2004. október 24. \| – \| – \| – \| – \| 1 \| – \| – \| – \| \| 2004. november 28. \| – \| – \| – \| 1 \| 1 \| – \| – \| – \| \| 2004. december 28. \| 2 \| – \| – \| 1 \| 2 \| – \| – \| – \| \| 2005. január 30. \| 1 \| – \| – \| – \| – \| – \| – \| – \| \| 2005. február 26. \| – \| – \| – \| 3 \| 1 \| – \| – \| – \| \| 2005. március 26. \| – \| – \| – \| – \| 1 \| – \| – \| – \| \| 2005. április 27. \| – \| – \| – \| – \| 1 \| – \| – \| – \| \| 2005. május 28. \| 1 \| – \| – \| – \| – \| – \| – \| – \| \| 2005. szeptember 25. \| – \| – \| – \| – \| 1 \| – \| – \| – \| \| 2005. október 23. \| 1 \| – \| – \| – \| – \| – \| – \| – \| \| 2005. november 27. \| 1 \| – \| – \| 3 \| 4 \| – \| – \| – \| \| 2005. december 29. \| 2 \| – \| – \| 1 \| 3 \| – \| – \| – \| \| 2006. február 28. \| 3 \| – \| – \| – \| 4 \| – \| – \| – \| \| 2006. június 3. \| – \| – \| – \| – \| – \| 1 \| – \| – \| \| 2006. december 16. \| 2 \| – \| – \| – \| 6 \| – \| – \| – \| |            |            |           |           |           |           |           |           |
| Dátum | Rhin. hip. | Rhin. fer. | Myo. dau. | Myo. nat. | Myo. myo. | Ple. aur. | Bar. bar. | Indet sp. |
| 1986. január 11. | 4          | –          | –         | –         | –         | –         | –         | 3         |
| 1988. január 22. | 2          | –          | –         | 1         | 6         | –         | –         | –         |
| 1988. február 27. | –          | –          | –         | –         | 3         | –         | –         | –         |
| 1988. október 15. | –          | –          | –         | –         | –         | –         | –         | 1         |
| 1988. december 4. | –          | 1          | –         | –         | –         | –         | –         | 2         |
| 1989. február 12. | 3          | –          | –         | –         | –         | –         | –         | 2         |
| 1989. március 10. | 3          | –          | –         | –         | –         | –         | –         | –         |
| 1989. március 31. | 1          | –          | –         | –         | –         | –         | –         | –         |
| 1990. január 14. | 2          | –          | –         | –         | 1         | –         | –         | –         |
| 1990. március 3. | 2          | –          | –         | –         | 7         | –         | –         | –         |
| 1990. június 12. | –          | –          | –         | –         | –         | –         | –         | 1         |
| 1991. január 13. | 2          | –          | –         | –         | 1         | –         | –         | 2         |
| 1992. január 5. | 2          | –          | –         | –         | 1         | –         | –         | 3         |
| 1992. március 29. | 1          | –          | –         | –         | –         | –         | –         | –         |
| 1993. január 24. | 3          | 2          | –         | –         | –         | –         | –         | 1         |
| 1994. február 27. | –          | –          | –         | –         | –         | –         | –         | 3         |
| 1995. január 15. | 1          | –          | –         | –         | –         | –         | –         | –         |
| 1996. február 17. | 2          | –          | –         | –         | 3         | –         | –         | 1         |
| 1997. január 25. | –          | –          | –         | 1         | 4         | –         | –         | 1         |
| 1997. október 4. | –          | –          | –         | –         | –         | –         | –         | 1         |
| 1997. november 1. | –          | –          | –         | –         | 1         | –         | –         | –         |
| 1997. december 6. | 2          | –          | –         | –         | 4         | –         | –         | –         |
| 1998. január 18. | –          | –          | –         | 2         | 2         | –         | –         | –         |
| 1998. január 25. | –          | –          | –         | 3         | 5         | –         | –         | –         |
| 1998. november 7. | 2          | –          | –         | –         | 2         | –         | –         | –         |
| 1998. december 5. | –          | –          | –         | 2         | 4         | –         | 1         | –         |
| 1998. december 20. | –          | –          | –         | –         | 3         | –         | –         | –         |
| 1998. december 31. | –          | –          | –         | –         | 6         | –         | –         | –         |
| 1999. január 17. | 4          | –          | –         | –         | 4         | –         | –         | –         |
| 1999. január 23. | 1          | –          | –         | –         | 5         | –         | –         | –         |
| 1999. november 14. | –          | –          | –         | –         | 3         | –         | –         | –         |
| 1999. december 29. | 3          | –          | –         | 3         | 2         | –         | –         | –         |
| 2000. február 6. | 1          | –          | –         | 4         | 1         | –         | –         | –         |
| 2000. február 26. | 1          | –          | –         | 5         | 2         | –         | –         | –         |
| 2000. március 25. | –          | –          | –         | –         | 1         | –         | –         | –         |
| 2000. szeptember 24. | –          | –          | –         | –         | 3         | –         | –         | –         |
| 2000. október 28. | –          | –          | –         | –         | –         | –         | –         | 1         |
| 2000. november 25. | –          | –          | –         | –         | –         | –         | –         | 2         |
| 2000. december 29. | –          | –          | –         | –         | 2         | –         | –         | –         |
| 2001. január 14. | 1          | –          | 1         | –         | 3         | –         | –         | –         |
| 2001. január 28. | –          | –          | –         | –         | 1         | –         | –         | –         |
| 2001. február 10. | 1          | –          | 1         | –         | 3         | –         | –         | –         |
| 2001. február 27. | 6          | –          | 1         | –         | 4         | –         | –         | –         |
| 2001. március 11. | 2          | –          | –         | –         | 2         | –         | –         | –         |
| 2001. március 24. | –          | –          | –         | –         | 1         | –         | –         | –         |
| 2001. április 8. | 1          | –          | –         | –         | –         | –         | –         | –         |
| 2001. május 26. | –          | –          | –         | –         | 1         | –         | –         | –         |
| 2001. augusztus 26. | –          | –          | 1         | –         | –         | –         | –         | 1         |
| 2001. szeptember 8. | –          | –          | –         | –         | –         | –         | –         | 1         |
| 2001. október 28. | 1          | –          | –         | –         | –         | –         | –         | 1         |
| 2001. november 28. | –          | –          | 1         | –         | –         | –         | –         | –         |
| 2001. december 30. | 1          | –          | –         | –         | 2         | –         | –         | –         |
| 2002. január 27. | 2          | –          | –         | –         | –         | –         | –         | –         |
| 2002. február 26. | 3          | –          | –         | 1         | 1         | –         | –         | –         |
| 2002. március 26. | 1          | –          | –         | 2         | 2         | –         | –         | –         |
| 2002. szeptember 27. | 1          | –          | –         | –         | 1         | –         | –         | –         |
| 2002. október 27. | 1          | –          | –         | 2         | –         | –         | –         | –         |
| 2002. november 24. | 1          | –          | –         | –         | –         | –         | –         | –         |
| 2002. december 27. | 2          | –          | –         | 3         | 2         | –         | –         | –         |
| 2003. január 25. | 1          | –          | –         | –         | 2         | –         | –         | –         |
| 2003. február 25. | 2          | –          | –         | 1         | 2         | –         | –         | –         |
| 2003. március 25. | 2          | –          | –         | –         | 2         | –         | –         | –         |
| 2003. október 25. | 2          | –          | –         | –         | –         | –         | –         | –         |
| 2003. november 28. | 3          | –          | –         | –         | 1         | –         | –         | –         |
| 2003. december 28. | 2          | –          | –         | 3         | 4         | –         | –         | –         |
| 2004. január 27. | 2          | –          | –         | 1         | 1         | –         | –         | –         |
| 2004. február 28. | 2          | –          | –         | 3         | 6         | –         | –         | –         |
| 2004. március 28. | –          | –          | –         | 1         | 3         | –         | –         | –         |
| 2004. április 26. | –          | –          | –         | 1         | –         | –         | –         | –         |
| 2004. október 24. | –          | –          | –         | –         | 1         | –         | –         | –         |
| 2004. november 28. | –          | –          | –         | 1         | 1         | –         | –         | –         |
| 2004. december 28. | 2          | –          | –         | 1         | 2         | –         | –         | –         |
| 2005. január 30. | 1          | –          | –         | –         | –         | –         | –         | –         |
| 2005. február 26. | –          | –          | –         | 3         | 1         | –         | –         | –         |
| 2005. március 26. | –          | –          | –         | –         | 1         | –         | –         | –         |
| 2005. április 27. | –          | –          | –         | –         | 1         | –         | –         | –         |
| 2005. május 28. | 1          | –          | –         | –         | –         | –         | –         | –         |
| 2005. szeptember 25. | –          | –          | –         | –         | 1         | –         | –         | –         |
| 2005. október 23. | 1          | –          | –         | –         | –         | –         | –         | –         |
| 2005. november 27. | 1          | –          | –         | 3         | 4         | –         | –         | –         |
| 2005. december 29. | 2          | –          | –         | 1         | 3         | –         | –         | –         |
| 2006. február 28. | 3          | –          | –         | –         | 4         | –         | –         | –         |
| 2006. június 3. | –          | –          | –         | –         | –         | 1         | –         | –         |
| 2006. december 16. | 2          | –          | –         | –         | 6         | –         | –         | –         |

A lemezajtóval lezárt barlang a Duna–Ipoly Nemzeti Park Igazgatóság vagyonkezelői hozzájárulásával tekinthető meg. A bejárati beton építményen és az ajtón egy-egy berepülő nyílás van kialakítva. Védelmi intézkedés, beavatkozás jelenleg nem szükséges. A barlangban végzett denevér-megfigyelésekkel kapcsolatos irodalom Dobrosi Dénes 2 kéziratából, Juhász Márton 20 kéziratából és 1 publikációjából, Lendvay Ákos kéziratából és Molnár Zoltán kéziratából áll. 2007. március 8-tól a környezetvédelmi és vízügyi miniszter 3/2007. (I. 22.) KvVM rendelete szerint a Duna–Ipoly Nemzeti Park Igazgatóság működési területén lévő Gerecse hegységben elhelyezkedő Vértes László-barlang az igazgatóság engedélyével tekinthető meg.
Szittner Zsuzsa 2008-ban megszerkesztette a barlang alaprajz térképét, hosszmetszet térképét és keresztmetszet térképét. A Duna–Ipoly Nemzeti Park Igazgatóság működési területén lévő és 4630-27 kataszteri számú Vértes László-barlang, 2012. február 25-től, a vidékfejlesztési miniszter 4/2012. (II. 24.) VM utasítása szerint, megkülönböztetetten védett barlang. 2013. július 19-től a vidékfejlesztési miniszter 58/2013. (VII. 11.) VM rendelete szerint a Vértes László-barlang (Gerecse hegység, Duna–Ipoly Nemzeti Park Igazgatóság működési területe) az igazgatóság hozzájárulásával látogatható. 2021. május 10-től az agrárminiszter 17/2021. (IV. 9.) AM rendelete szerint a Vértes László-barlang (Gerecse hegység, Duna–Ipoly Nemzeti Park Igazgatóság működési területe) az igazgatóság engedélyével látogatható. A 13/1998. (V. 6.) KTM rendelet egyidejűleg hatályát veszti.

## Denevér-megfigyelések
| \| Dátum \| Rhin. hip. \| Rhin. fer. \| Myo. dau. \| Myo. nat. \| Myo. myo. \| Myo. bech. \| Ple. aur. \| Ple. aus. \| Bar. bar. \| Indet sp. \| \| -------------------- \| ---------- \| ---------- \| --------- \| --------- \| --------- \| ---------- \| --------- \| --------- \| --------- \| --------- \| \| 1986. január 11. \| 4 \| – \| – \| – \| – \| – \| – \| – \| – \| 3 \| \| 1988. január 22. \| 2 \| – \| – \| 1 \| 6 \| – \| – \| – \| – \| – \| \| 1988. február 27. \| – \| – \| – \| – \| 3 \| – \| – \| – \| – \| – \| \| 1988. október 15. \| – \| – \| – \| – \| – \| – \| – \| – \| – \| 1 \| \| 1988. december 4. \| – \| 1 \| – \| – \| – \| – \| – \| – \| – \| 2 \| \| 1989. február 12. \| 3 \| – \| – \| – \| – \| – \| – \| – \| – \| 2 \| \| 1989. március 10. \| 3 \| – \| – \| – \| – \| – \| – \| – \| – \| – \| \| 1989. március 31. \| 1 \| – \| – \| – \| – \| – \| – \| – \| – \| – \| \| 1989. április 23. \| – \| – \| – \| – \| – \| – \| – \| – \| – \| – \| \| 1989. október 21. \| – \| – \| – \| – \| – \| – \| – \| – \| – \| – \| \| 1990. január 14. \| 2 \| – \| – \| – \| 1 \| – \| – \| – \| – \| – \| \| 1990. március 3. \| 2 \| – \| – \| – \| 7 \| – \| – \| – \| – \| – \| \| 1990. június 12. \| – \| – \| – \| – \| – \| – \| – \| – \| – \| 1 \| \| 1990. szeptember 15. \| – \| – \| – \| – \| – \| – \| – \| – \| – \| – \| \| 1990. október 22. \| – \| – \| – \| – \| – \| – \| – \| – \| – \| – \| \| 1991. január 13. \| 2 \| – \| – \| – \| 1 \| – \| – \| – \| – \| 2 \| \| 1991. június 9. \| – \| – \| – \| – \| – \| – \| – \| – \| – \| – \| \| 1991. szeptember 30. \| – \| – \| – \| – \| – \| – \| – \| – \| – \| – \| \| 1991. december 15. \| – \| – \| – \| – \| – \| – \| – \| – \| – \| – \| \| 1992. január 5. \| 2 \| – \| – \| – \| 1 \| – \| – \| – \| – \| 3 \| \| 1992. március 29. \| 1 \| – \| – \| – \| – \| – \| – \| – \| – \| – \| \| 1993. január 24. \| 3 \| 2 \| – \| – \| – \| – \| – \| – \| – \| 1 \| \| 1994. január 22. \| – \| – \| – \| – \| – \| – \| – \| – \| – \| – \| \| 1994. február 27. \| – \| – \| – \| – \| – \| – \| – \| – \| – \| 3 \| \| 1994. május 14. \| – \| – \| – \| – \| – \| – \| – \| – \| – \| – \| \| 1994. szeptember 30. \| – \| – \| – \| – \| – \| – \| – \| – \| – \| – \| \| 1995. január 15. \| 1 \| – \| – \| – \| – \| – \| – \| – \| – \| – \| \| 1996. február 17. \| 2 \| – \| – \| – \| 3 \| – \| – \| – \| – \| 1 \| \| 1997. január 25. \| – \| – \| – \| 1 \| 4 \| – \| – \| – \| – \| 1 \| \| 1997. június 29. \| – \| – \| – \| – \| – \| – \| – \| – \| – \| – \| \| 1997. augusztus 17. \| – \| – \| – \| – \| – \| – \| – \| – \| – \| – \| \| 1997. október 4. \| – \| – \| – \| – \| – \| – \| – \| – \| – \| 1 \| \| 1997. november 1. \| – \| – \| – \| – \| 1 \| – \| – \| – \| – \| – \| \| 1997. december 6. \| 2 \| – \| – \| – \| 4 \| – \| – \| – \| – \| – \| \| 1998. január 18. \| – \| – \| – \| 2 \| 2 \| – \| – \| – \| – \| – \| \| 1998. január 25. \| – \| – \| – \| 3 \| 5 \| – \| – \| – \| – \| – \| \| 1998. május 30. \| – \| – \| – \| – \| – \| – \| – \| – \| – \| – \| \| 1998. július 5. \| – \| – \| – \| – \| – \| – \| – \| – \| – \| – \| \| 1998. július 12. \| – \| – \| – \| – \| – \| – \| – \| – \| – \| – \| \| 1998. augusztus 30. \| – \| – \| – \| – \| – \| – \| – \| – \| – \| – \| \| 1998. november 7. \| 2 \| – \| – \| – \| 2 \| – \| – \| – \| – \| – \| \| 1998. december 5. \| – \| – \| – \| 2 \| 4 \| – \| – \| – \| 1 \| – \| \| 1998. december 20. \| – \| – \| – \| – \| 3 \| – \| – \| – \| – \| – \| \| 1998. december 31. \| – \| – \| – \| – \| 6 \| – \| – \| – \| – \| – \| \| 1999. január 17. \| 4 \| – \| – \| – \| 4 \| – \| – \| – \| – \| – \| \| 1999. január 23. \| 1 \| – \| – \| – \| 5 \| – \| – \| – \| – \| – \| \| 1999. november 14. \| – \| – \| – \| – \| 3 \| – \| – \| – \| – \| – \| \| 1999. december 29. \| 3 \| – \| – \| 3 \| 2 \| – \| – \| – \| – \| – \| \| 2000. február 6. \| 1 \| – \| – \| 4 \| 1 \| – \| – \| – \| – \| – \| \| 2000. február 26. \| 1 \| – \| – \| 5 \| 2 \| – \| – \| – \| – \| – \| \| 2000. március 25. \| – \| – \| – \| – \| 1 \| – \| – \| – \| – \| – \| \| 2000. szeptember 24. \| – \| – \| – \| – \| 3 \| – \| – \| – \| – \| – \| \| 2000. október 28. \| – \| – \| – \| – \| – \| – \| – \| – \| – \| 1 \| \| 2000. november 25. \| – \| – \| – \| – \| – \| – \| – \| – \| – \| 2 \| \| 2000. december 29. \| – \| – \| – \| – \| 2 \| – \| – \| – \| – \| – \| \| 2001. január 14. \| 1 \| – \| 1 \| – \| 3 \| – \| – \| – \| – \| – \| \| 2001. január 28. \| – \| – \| – \| – \| 1 \| – \| – \| – \| – \| – \| \| 2001. február 10. \| 1 \| – \| 1 \| – \| 3 \| – \| – \| – \| – \| – \| \| 2001. február 27. \| 6 \| – \| 1 \| – \| 4 \| – \| – \| – \| – \| – \| \| 2001. március 11. \| 2 \| – \| – \| – \| 2 \| – \| – \| – \| – \| – \| \| 2001. március 24. \| – \| – \| – \| – \| 1 \| – \| – \| – \| – \| – \| \| 2001. április 8. \| 1 \| – \| – \| – \| – \| – \| – \| – \| – \| – \| \| 2001. április 21. \| – \| – \| – \| – \| – \| – \| – \| – \| – \| – \| \| 2001. május 6. \| – \| – \| – \| – \| – \| – \| – \| – \| – \| – \| \| 2001. május 26. \| – \| – \| – \| – \| 1 \| – \| – \| – \| – \| – \| \| 2001. június 9. \| – \| – \| – \| – \| – \| – \| – \| – \| – \| – \| \| 2001. június 23. \| – \| – \| – \| – \| – \| – \| – \| – \| – \| – \| \| 2001. július 7. \| – \| – \| – \| – \| – \| – \| – \| – \| – \| – \| \| 2001. július 28. \| – \| – \| – \| – \| – \| – \| – \| – \| – \| – \| \| 2001. augusztus 11. \| – \| – \| – \| – \| – \| – \| – \| – \| – \| – \| \| 2001. augusztus 26. \| – \| – \| 1 \| – \| – \| – \| – \| – \| – \| 1 \| \| 2001. szeptember 8. \| – \| – \| – \| – \| – \| – \| – \| – \| – \| 1 \| \| 2001. szeptember 28. \| – \| – \| – \| – \| – \| – \| – \| – \| – \| – \| \| 2001. október 13. \| – \| – \| – \| – \| – \| – \| – \| – \| – \| – \| \| 2001. október 28. \| 1 \| – \| – \| – \| – \| – \| – \| – \| – \| 1 \| \| 2001. november 10. \| – \| – \| – \| – \| – \| – \| – \| – \| – \| – \| \| 2001. november 28. \| – \| – \| 1 \| – \| – \| – \| – \| – \| – \| – \| \| 2001. december 15. \| – \| – \| – \| – \| – \| – \| – \| – \| – \| – \| \| 2001. december 30. \| 1 \| – \| – \| – \| 2 \| – \| – \| – \| – \| – \| \| 2002. január 27. \| 2 \| – \| – \| – \| – \| – \| – \| – \| – \| – \| \| 2002. február 26. \| 3 \| – \| – \| 1 \| 1 \| – \| – \| – \| – \| – \| \| 2002. március 26. \| 1 \| – \| – \| 2 \| 2 \| – \| – \| – \| – \| – \| \| 2002. április 28. \| – \| – \| – \| – \| – \| – \| – \| – \| – \| – \| \| 2002. május 26. \| – \| – \| – \| – \| – \| – \| – \| – \| – \| – \| \| 2002. június 23. \| – \| – \| – \| – \| – \| – \| – \| – \| – \| – \| \| 2002. július 27. \| – \| – \| – \| – \| – \| – \| – \| – \| – \| – \| \| 2002. augusztus 25. \| – \| – \| – \| – \| – \| – \| – \| – \| – \| – \| \| 2002. szeptember 27. \| 1 \| – \| – \| – \| 1 \| – \| – \| – \| – \| – \| \| 2002. október 27. \| 1 \| – \| – \| 2 \| – \| – \| – \| – \| – \| – \| \| 2002. november 24. \| 1 \| – \| – \| – \| – \| – \| – \| – \| – \| – \| \| 2002. december 27. \| 2 \| – \| – \| 3 \| 2 \| – \| – \| – \| – \| – \| \| 2003. január 25. \| 1 \| – \| – \| – \| 2 \| – \| – \| – \| – \| – \| \| 2003. február 25. \| 2 \| – \| – \| 1 \| 2 \| – \| – \| – \| – \| – \| \| 2003. március 25. \| 2 \| – \| – \| – \| 2+1 \| – \| – \| – \| – \| – \| \| 2003. április 27. \| – \| – \| – \| – \| – \| – \| – \| – \| – \| – \| \| 2003. május 28. \| – \| – \| – \| – \| – \| – \| – \| – \| – \| – \| \| 2003. június 28. \| – \| – \| – \| – \| – \| – \| – \| – \| – \| – \| \| 2003. július 30. \| – \| – \| – \| – \| – \| – \| – \| – \| – \| – \| \| 2003. augusztus 26. \| – \| – \| – \| – \| – \| – \| – \| – \| – \| – \| \| 2003. szeptember 28. \| – \| – \| – \| – \| – \| – \| – \| – \| – \| – \| \| 2003. október 25. \| 2 \| – \| – \| – \| – \| – \| – \| – \| – \| – \| \| 2003. november 28. \| 3 \| – \| – \| – \| 1 \| – \| – \| – \| – \| – \| \| 2003. december 28. \| 2 \| – \| – \| 3 \| 4 \| – \| – \| – \| – \| – \| \| 2004. január 27. \| 2 \| – \| – \| 1 \| 1 \| – \| – \| – \| – \| – \| \| 2004. február 28. \| 2 \| – \| – \| 3 \| 6 \| – \| – \| – \| – \| – \| \| 2004. március 28. \| – \| – \| – \| 1 \| 3 \| – \| – \| – \| – \| – \| \| 2004. április 26. \| – \| – \| – \| 1 \| – \| – \| – \| – \| – \| – \| \| 2004. május 25. \| – \| – \| – \| – \| – \| – \| – \| – \| – \| – \| \| 2004. június 28. \| – \| – \| – \| – \| – \| – \| – \| – \| – \| – \| \| 2004. július 24. \| – \| – \| – \| – \| – \| – \| – \| – \| – \| – \| \| 2004. augusztus 28. \| – \| – \| – \| – \| – \| – \| – \| – \| – \| – \| \| 2004. szeptember 25. \| – \| – \| – \| – \| – \| – \| – \| – \| – \| – \| \| 2004. október 24. \| – \| – \| – \| – \| 1 \| – \| – \| – \| – \| – \| \| 2004. november 28. \| – \| – \| – \| 1 \| 1 \| – \| – \| – \| – \| – \| \| 2004. december 28. \| 2 \| – \| – \| 1 \| 2 \| – \| – \| – \| – \| – \| \| 2005. január 30. \| 1 \| – \| – \| – \| – \| – \| – \| – \| – \| – \| \| 2005. február 26. \| – \| – \| – \| 3 \| 1 \| – \| – \| – \| – \| – \| \| 2005. március 26. \| – \| – \| – \| – \| 1 \| – \| – \| – \| – \| – \| \| 2005. április 27. \| – \| – \| – \| – \| 1 \| – \| – \| – \| – \| – \| \| 2005. május 28. \| 1 \| – \| – \| – \| – \| – \| – \| – \| – \| – \| \| 2005. június 26. \| – \| – \| – \| – \| – \| – \| – \| – \| – \| – \| \| 2005. július 31. \| – \| – \| – \| – \| – \| – \| – \| – \| – \| – \| \| 2005. augusztus 28. \| – \| – \| – \| – \| – \| – \| – \| – \| – \| – \| \| 2005. szeptember 25. \| – \| – \| – \| – \| 1 \| – \| – \| – \| – \| – \| \| 2005. október 23. \| 1 \| – \| – \| – \| – \| – \| – \| – \| – \| – \| \| 2005. november 27. \| 1 \| – \| – \| 3 \| 4 \| – \| – \| – \| – \| – \| \| 2005. december 29. \| 2 \| – \| – \| 1 \| 3 \| – \| – \| – \| – \| – \| \| 2006. február 28. \| 3 \| – \| – \| – \| 4 \| – \| – \| – \| – \| – \| \| 2006. június 3. \| – \| – \| – \| – \| – \| – \| 1 \| – \| – \| 2 \| \| 2006. szeptember 17. \| – \| – \| – \| – \| – \| – \| – \| – \| – \| – \| \| 2006. december 16. \| 2 \| – \| – \| – \| 6 \| – \| – \| – \| – \| – \| \| 2007. március 28. \| 5 \| – \| – \| – \| 1 \| – \| – \| – \| – \| – \| \| 2007. június 17. \| – \| – \| – \| – \| – \| – \| – \| – \| – \| – \| \| 2007. szeptember 15. \| – \| – \| – \| – \| – \| – \| – \| – \| – \| – \| \| 2007. december 15. \| 4 \| – \| – \| – \| 1 \| – \| – \| – \| – \| – \| \| 2008. december 28. \| – \| – \| – \| – \| – \| – \| – \| – \| – \| 10 \| \| 2009. február 28. \| 6 \| – \| – \| – \| 1 \| – \| – \| – \| – \| – \| \| 2009. május 31. \| – \| – \| – \| – \| – \| – \| – \| – \| – \| – \| \| 2009. október 3. \| 1 \| – \| – \| – \| – \| – \| – \| – \| – \| – \| \| 2009. december 28. \| 7 \| – \| – \| 1 \| 3 \| – \| – \| – \| – \| – \| \| 2010. április 14. \| 3 \| – \| – \| – \| – \| – \| – \| – \| – \| – \| \| 2010. június 26. \| – \| – \| – \| – \| – \| – \| – \| – \| – \| – \| \| 2010. augusztus 15. \| – \| – \| – \| – \| – \| – \| – \| – \| – \| – \| \| 2010. december 8. \| 4 \| – \| 2 \| 1 \| 6 \| – \| – \| – \| – \| – \| \| 2011. március 27. \| 1 \| – \| – \| – \| – \| – \| – \| – \| – \| – \| \| 2011. június 11. \| – \| – \| – \| – \| – \| – \| – \| – \| – \| – \| \| 2011. szeptember 29. \| – \| – \| – \| – \| – \| – \| – \| – \| – \| – \| \| 2011. december 30. \| 8 \| – \| 2 \| – \| 7 \| – \| – \| – \| – \| – \| \| 2012. január 14. \| 10 \| – \| – \| 5 \| 6 \| – \| – \| – \| – \| 4 \| \| 2012. április 21. \| 2 \| – \| – \| – \| – \| – \| – \| – \| – \| – \| \| 2012. augusztus 26. \| – \| – \| – \| – \| – \| – \| – \| – \| – \| – \| \| 2012. november 18. \| 7 \| – \| – \| – \| 10 \| – \| – \| – \| – \| – \| \| 2012. december 30. \| 6 \| – \| – \| 4 \| 3 \| – \| – \| – \| – \| 7 \| \| 2013. február 3. \| 7 \| – \| – \| 5 \| 6 \| 1 \| – \| – \| – \| – \| \| 2013. március 3. \| 9 \| – \| – \| 1 \| 10 \| – \| – \| – \| – \| – \| \| 2013. április 1. \| 4 \| – \| – \| 2 \| 12 \| – \| – \| – \| – \| – \| \| 2013. április 27. \| 1 \| – \| – \| – \| 10 \| – \| – \| – \| – \| – \| \| 2013. június 2. \| 4 \| – \| – \| – \| – \| – \| – \| – \| – \| – \| \| 2013. augusztus 4. \| 1 \| – \| – \| – \| – \| – \| – \| – \| – \| – \| \| 2013. szeptember 29. \| – \| – \| – \| – \| – \| – \| – \| – \| – \| – \| \| 2013. december 2. \| 2 \| – \| – \| – \| – \| – \| – \| – \| – \| – \| \| 2014. január 20. \| 2 \| – \| – \| – \| 3 \| – \| – \| – \| – \| – \| \| 2014. február 9. \| 8 \| – \| – \| – \| 2 \| – \| – \| 1 \| – \| – \| \| 2014. március 2. \| 4 \| – \| – \| 1 \| 9 \| – \| – \| – \| – \| – \| \| 2014. július 3. \| 2 \| – \| – \| – \| 2 \| – \| – \| – \| – \| – \| \| 2014. augusztus 3. \| 3 \| – \| – \| – \| 5 \| – \| – \| – \| – \| – \| \| 2014. december 27. \| 7 \| – \| – \| 4 \| – \| – \| – \| – \| – \| – \| |            |            |           |           |           |            |           |           |           |           |
| Dátum | Rhin. hip. | Rhin. fer. | Myo. dau. | Myo. nat. | Myo. myo. | Myo. bech. | Ple. aur. | Ple. aus. | Bar. bar. | Indet sp. |
| 1986. január 11. | 4          | –          | –         | –         | –         | –          | –         | –         | –         | 3         |
| 1988. január 22. | 2          | –          | –         | 1         | 6         | –          | –         | –         | –         | –         |
| 1988. február 27. | –          | –          | –         | –         | 3         | –          | –         | –         | –         | –         |
| 1988. október 15. | –          | –          | –         | –         | –         | –          | –         | –         | –         | 1         |
| 1988. december 4. | –          | 1          | –         | –         | –         | –          | –         | –         | –         | 2         |
| 1989. február 12. | 3          | –          | –         | –         | –         | –          | –         | –         | –         | 2         |
| 1989. március 10. | 3          | –          | –         | –         | –         | –          | –         | –         | –         | –         |
| 1989. március 31. | 1          | –          | –         | –         | –         | –          | –         | –         | –         | –         |
| 1989. április 23. | –          | –          | –         | –         | –         | –          | –         | –         | –         | –         |
| 1989. október 21. | –          | –          | –         | –         | –         | –          | –         | –         | –         | –         |
| 1990. január 14. | 2          | –          | –         | –         | 1         | –          | –         | –         | –         | –         |
| 1990. március 3. | 2          | –          | –         | –         | 7         | –          | –         | –         | –         | –         |
| 1990. június 12. | –          | –          | –         | –         | –         | –          | –         | –         | –         | 1         |
| 1990. szeptember 15. | –          | –          | –         | –         | –         | –          | –         | –         | –         | –         |
| 1990. október 22. | –          | –          | –         | –         | –         | –          | –         | –         | –         | –         |
| 1991. január 13. | 2          | –          | –         | –         | 1         | –          | –         | –         | –         | 2         |
| 1991. június 9. | –          | –          | –         | –         | –         | –          | –         | –         | –         | –         |
| 1991. szeptember 30. | –          | –          | –         | –         | –         | –          | –         | –         | –         | –         |
| 1991. december 15. | –          | –          | –         | –         | –         | –          | –         | –         | –         | –         |
| 1992. január 5. | 2          | –          | –         | –         | 1         | –          | –         | –         | –         | 3         |
| 1992. március 29. | 1          | –          | –         | –         | –         | –          | –         | –         | –         | –         |
| 1993. január 24. | 3          | 2          | –         | –         | –         | –          | –         | –         | –         | 1         |
| 1994. január 22. | –          | –          | –         | –         | –         | –          | –         | –         | –         | –         |
| 1994. február 27. | –          | –          | –         | –         | –         | –          | –         | –         | –         | 3         |
| 1994. május 14. | –          | –          | –         | –         | –         | –          | –         | –         | –         | –         |
| 1994. szeptember 30. | –          | –          | –         | –         | –         | –          | –         | –         | –         | –         |
| 1995. január 15. | 1          | –          | –         | –         | –         | –          | –         | –         | –         | –         |
| 1996. február 17. | 2          | –          | –         | –         | 3         | –          | –         | –         | –         | 1         |
| 1997. január 25. | –          | –          | –         | 1         | 4         | –          | –         | –         | –         | 1         |
| 1997. június 29. | –          | –          | –         | –         | –         | –          | –         | –         | –         | –         |
| 1997. augusztus 17. | –          | –          | –         | –         | –         | –          | –         | –         | –         | –         |
| 1997. október 4. | –          | –          | –         | –         | –         | –          | –         | –         | –         | 1         |
| 1997. november 1. | –          | –          | –         | –         | 1         | –          | –         | –         | –         | –         |
| 1997. december 6. | 2          | –          | –         | –         | 4         | –          | –         | –         | –         | –         |
| 1998. január 18. | –          | –          | –         | 2         | 2         | –          | –         | –         | –         | –         |
| 1998. január 25. | –          | –          | –         | 3         | 5         | –          | –         | –         | –         | –         |
| 1998. május 30. | –          | –          | –         | –         | –         | –          | –         | –         | –         | –         |
| 1998. július 5. | –          | –          | –         | –         | –         | –          | –         | –         | –         | –         |
| 1998. július 12. | –          | –          | –         | –         | –         | –          | –         | –         | –         | –         |
| 1998. augusztus 30. | –          | –          | –         | –         | –         | –          | –         | –         | –         | –         |
| 1998. november 7. | 2          | –          | –         | –         | 2         | –          | –         | –         | –         | –         |
| 1998. december 5. | –          | –          | –         | 2         | 4         | –          | –         | –         | 1         | –         |
| 1998. december 20. | –          | –          | –         | –         | 3         | –          | –         | –         | –         | –         |
| 1998. december 31. | –          | –          | –         | –         | 6         | –          | –         | –         | –         | –         |
| 1999. január 17. | 4          | –          | –         | –         | 4         | –          | –         | –         | –         | –         |
| 1999. január 23. | 1          | –          | –         | –         | 5         | –          | –         | –         | –         | –         |
| 1999. november 14. | –          | –          | –         | –         | 3         | –          | –         | –         | –         | –         |
| 1999. december 29. | 3          | –          | –         | 3         | 2         | –          | –         | –         | –         | –         |
| 2000. február 6. | 1          | –          | –         | 4         | 1         | –          | –         | –         | –         | –         |
| 2000. február 26. | 1          | –          | –         | 5         | 2         | –          | –         | –         | –         | –         |
| 2000. március 25. | –          | –          | –         | –         | 1         | –          | –         | –         | –         | –         |
| 2000. szeptember 24. | –          | –          | –         | –         | 3         | –          | –         | –         | –         | –         |
| 2000. október 28. | –          | –          | –         | –         | –         | –          | –         | –         | –         | 1         |
| 2000. november 25. | –          | –          | –         | –         | –         | –          | –         | –         | –         | 2         |
| 2000. december 29. | –          | –          | –         | –         | 2         | –          | –         | –         | –         | –         |
| 2001. január 14. | 1          | –          | 1         | –         | 3         | –          | –         | –         | –         | –         |
| 2001. január 28. | –          | –          | –         | –         | 1         | –          | –         | –         | –         | –         |
| 2001. február 10. | 1          | –          | 1         | –         | 3         | –          | –         | –         | –         | –         |
| 2001. február 27. | 6          | –          | 1         | –         | 4         | –          | –         | –         | –         | –         |
| 2001. március 11. | 2          | –          | –         | –         | 2         | –          | –         | –         | –         | –         |
| 2001. március 24. | –          | –          | –         | –         | 1         | –          | –         | –         | –         | –         |
| 2001. április 8. | 1          | –          | –         | –         | –         | –          | –         | –         | –         | –         |
| 2001. április 21. | –          | –          | –         | –         | –         | –          | –         | –         | –         | –         |
| 2001. május 6. | –          | –          | –         | –         | –         | –          | –         | –         | –         | –         |
| 2001. május 26. | –          | –          | –         | –         | 1         | –          | –         | –         | –         | –         |
| 2001. június 9. | –          | –          | –         | –         | –         | –          | –         | –         | –         | –         |
| 2001. június 23. | –          | –          | –         | –         | –         | –          | –         | –         | –         | –         |
| 2001. július 7. | –          | –          | –         | –         | –         | –          | –         | –         | –         | –         |
| 2001. július 28. | –          | –          | –         | –         | –         | –          | –         | –         | –         | –         |
| 2001. augusztus 11. | –          | –          | –         | –         | –         | –          | –         | –         | –         | –         |
| 2001. augusztus 26. | –          | –          | 1         | –         | –         | –          | –         | –         | –         | 1         |
| 2001. szeptember 8. | –          | –          | –         | –         | –         | –          | –         | –         | –         | 1         |
| 2001. szeptember 28. | –          | –          | –         | –         | –         | –          | –         | –         | –         | –         |
| 2001. október 13. | –          | –          | –         | –         | –         | –          | –         | –         | –         | –         |
| 2001. október 28. | 1          | –          | –         | –         | –         | –          | –         | –         | –         | 1         |
| 2001. november 10. | –          | –          | –         | –         | –         | –          | –         | –         | –         | –         |
| 2001. november 28. | –          | –          | 1         | –         | –         | –          | –         | –         | –         | –         |
| 2001. december 15. | –          | –          | –         | –         | –         | –          | –         | –         | –         | –         |
| 2001. december 30. | 1          | –          | –         | –         | 2         | –          | –         | –         | –         | –         |
| 2002. január 27. | 2          | –          | –         | –         | –         | –          | –         | –         | –         | –         |
| 2002. február 26. | 3          | –          | –         | 1         | 1         | –          | –         | –         | –         | –         |
| 2002. március 26. | 1          | –          | –         | 2         | 2         | –          | –         | –         | –         | –         |
| 2002. április 28. | –          | –          | –         | –         | –         | –          | –         | –         | –         | –         |
| 2002. május 26. | –          | –          | –         | –         | –         | –          | –         | –         | –         | –         |
| 2002. június 23. | –          | –          | –         | –         | –         | –          | –         | –         | –         | –         |
| 2002. július 27. | –          | –          | –         | –         | –         | –          | –         | –         | –         | –         |
| 2002. augusztus 25. | –          | –          | –         | –         | –         | –          | –         | –         | –         | –         |
| 2002. szeptember 27. | 1          | –          | –         | –         | 1         | –          | –         | –         | –         | –         |
| 2002. október 27. | 1          | –          | –         | 2         | –         | –          | –         | –         | –         | –         |
| 2002. november 24. | 1          | –          | –         | –         | –         | –          | –         | –         | –         | –         |
| 2002. december 27. | 2          | –          | –         | 3         | 2         | –          | –         | –         | –         | –         |
| 2003. január 25. | 1          | –          | –         | –         | 2         | –          | –         | –         | –         | –         |
| 2003. február 25. | 2          | –          | –         | 1         | 2         | –          | –         | –         | –         | –         |
| 2003. március 25. | 2          | –          | –         | –         | 2+1       | –          | –         | –         | –         | –         |
| 2003. április 27. | –          | –          | –         | –         | –         | –          | –         | –         | –         | –         |
| 2003. május 28. | –          | –          | –         | –         | –         | –          | –         | –         | –         | –         |
| 2003. június 28. | –          | –          | –         | –         | –         | –          | –         | –         | –         | –         |
| 2003. július 30. | –          | –          | –         | –         | –         | –          | –         | –         | –         | –         |
| 2003. augusztus 26. | –          | –          | –         | –         | –         | –          | –         | –         | –         | –         |
| 2003. szeptember 28. | –          | –          | –         | –         | –         | –          | –         | –         | –         | –         |
| 2003. október 25. | 2          | –          | –         | –         | –         | –          | –         | –         | –         | –         |
| 2003. november 28. | 3          | –          | –         | –         | 1         | –          | –         | –         | –         | –         |
| 2003. december 28. | 2          | –          | –         | 3         | 4         | –          | –         | –         | –         | –         |
| 2004. január 27. | 2          | –          | –         | 1         | 1         | –          | –         | –         | –         | –         |
| 2004. február 28. | 2          | –          | –         | 3         | 6         | –          | –         | –         | –         | –         |
| 2004. március 28. | –          | –          | –         | 1         | 3         | –          | –         | –         | –         | –         |
| 2004. április 26. | –          | –          | –         | 1         | –         | –          | –         | –         | –         | –         |
| 2004. május 25. | –          | –          | –         | –         | –         | –          | –         | –         | –         | –         |
| 2004. június 28. | –          | –          | –         | –         | –         | –          | –         | –         | –         | –         |
| 2004. július 24. | –          | –          | –         | –         | –         | –          | –         | –         | –         | –         |
| 2004. augusztus 28. | –          | –          | –         | –         | –         | –          | –         | –         | –         | –         |
| 2004. szeptember 25. | –          | –          | –         | –         | –         | –          | –         | –         | –         | –         |
| 2004. október 24. | –          | –          | –         | –         | 1         | –          | –         | –         | –         | –         |
| 2004. november 28. | –          | –          | –         | 1         | 1         | –          | –         | –         | –         | –         |
| 2004. december 28. | 2          | –          | –         | 1         | 2         | –          | –         | –         | –         | –         |
| 2005. január 30. | 1          | –          | –         | –         | –         | –          | –         | –         | –         | –         |
| 2005. február 26. | –          | –          | –         | 3         | 1         | –          | –         | –         | –         | –         |
| 2005. március 26. | –          | –          | –         | –         | 1         | –          | –         | –         | –         | –         |
| 2005. április 27. | –          | –          | –         | –         | 1         | –          | –         | –         | –         | –         |
| 2005. május 28. | 1          | –          | –         | –         | –         | –          | –         | –         | –         | –         |
| 2005. június 26. | –          | –          | –         | –         | –         | –          | –         | –         | –         | –         |
| 2005. július 31. | –          | –          | –         | –         | –         | –          | –         | –         | –         | –         |
| 2005. augusztus 28. | –          | –          | –         | –         | –         | –          | –         | –         | –         | –         |
| 2005. szeptember 25. | –          | –          | –         | –         | 1         | –          | –         | –         | –         | –         |
| 2005. október 23. | 1          | –          | –         | –         | –         | –          | –         | –         | –         | –         |
| 2005. november 27. | 1          | –          | –         | 3         | 4         | –          | –         | –         | –         | –         |
| 2005. december 29. | 2          | –          | –         | 1         | 3         | –          | –         | –         | –         | –         |
| 2006. február 28. | 3          | –          | –         | –         | 4         | –          | –         | –         | –         | –         |
| 2006. június 3. | –          | –          | –         | –         | –         | –          | 1         | –         | –         | 2         |
| 2006. szeptember 17. | –          | –          | –         | –         | –         | –          | –         | –         | –         | –         |
| 2006. december 16. | 2          | –          | –         | –         | 6         | –          | –         | –         | –         | –         |
| 2007. március 28. | 5          | –          | –         | –         | 1         | –          | –         | –         | –         | –         |
| 2007. június 17. | –          | –          | –         | –         | –         | –          | –         | –         | –         | –         |
| 2007. szeptember 15. | –          | –          | –         | –         | –         | –          | –         | –         | –         | –         |
| 2007. december 15. | 4          | –          | –         | –         | 1         | –          | –         | –         | –         | –         |
| 2008. december 28. | –          | –          | –         | –         | –         | –          | –         | –         | –         | 10        |
| 2009. február 28. | 6          | –          | –         | –         | 1         | –          | –         | –         | –         | –         |
| 2009. május 31. | –          | –          | –         | –         | –         | –          | –         | –         | –         | –         |
| 2009. október 3. | 1          | –          | –         | –         | –         | –          | –         | –         | –         | –         |
| 2009. december 28. | 7          | –          | –         | 1         | 3         | –          | –         | –         | –         | –         |
| 2010. április 14. | 3          | –          | –         | –         | –         | –          | –         | –         | –         | –         |
| 2010. június 26. | –          | –          | –         | –         | –         | –          | –         | –         | –         | –         |
| 2010. augusztus 15. | –          | –          | –         | –         | –         | –          | –         | –         | –         | –         |
| 2010. december 8. | 4          | –          | 2         | 1         | 6         | –          | –         | –         | –         | –         |
| 2011. március 27. | 1          | –          | –         | –         | –         | –          | –         | –         | –         | –         |
| 2011. június 11. | –          | –          | –         | –         | –         | –          | –         | –         | –         | –         |
| 2011. szeptember 29. | –          | –          | –         | –         | –         | –          | –         | –         | –         | –         |
| 2011. december 30. | 8          | –          | 2         | –         | 7         | –          | –         | –         | –         | –         |
| 2012. január 14. | 10         | –          | –         | 5         | 6         | –          | –         | –         | –         | 4         |
| 2012. április 21. | 2          | –          | –         | –         | –         | –          | –         | –         | –         | –         |
| 2012. augusztus 26. | –          | –          | –         | –         | –         | –          | –         | –         | –         | –         |
| 2012. november 18. | 7          | –          | –         | –         | 10        | –          | –         | –         | –         | –         |
| 2012. december 30. | 6          | –          | –         | 4         | 3         | –          | –         | –         | –         | 7         |
| 2013. február 3. | 7          | –          | –         | 5         | 6         | 1          | –         | –         | –         | –         |
| 2013. március 3. | 9          | –          | –         | 1         | 10        | –          | –         | –         | –         | –         |
| 2013. április 1. | 4          | –          | –         | 2         | 12        | –          | –         | –         | –         | –         |
| 2013. április 27. | 1          | –          | –         | –         | 10        | –          | –         | –         | –         | –         |
| 2013. június 2. | 4          | –          | –         | –         | –         | –          | –         | –         | –         | –         |
| 2013. augusztus 4. | 1          | –          | –         | –         | –         | –          | –         | –         | –         | –         |
| 2013. szeptember 29. | –          | –          | –         | –         | –         | –          | –         | –         | –         | –         |
| 2013. december 2. | 2          | –          | –         | –         | –         | –          | –         | –         | –         | –         |
| 2014. január 20. | 2          | –          | –         | –         | 3         | –          | –         | –         | –         | –         |
| 2014. február 9. | 8          | –          | –         | –         | 2         | –          | –         | 1         | –         | –         |
| 2014. március 2. | 4          | –          | –         | 1         | 9         | –          | –         | –         | –         | –         |
| 2014. július 3. | 2          | –          | –         | –         | 2         | –          | –         | –         | –         | –         |
| 2014. augusztus 3. | 3          | –          | –         | –         | 5         | –          | –         | –         | –         | –         |
| 2014. december 27. | 7          | –          | –         | 4         | –         | –          | –         | –         | –         | –         |